# قرار مجلس الأمن التابع للأمم المتحدة رقم 621
قرار مجلس الأمن التابع للأمم المتحدة رقم 621، المتخذ بالإجماع في 20 سبتمبر / أيلول 1988، بعد الاستماع إلى تقرير مشترك من الأمين العام ومنظمة الوحدة الأفريقية، أشار المجلس إلى اتفاق بين المغرب وجبهة البوليساريو في 30 أغسطس / آب 1988 على المقترحات المشتركة للأمين العام ومنظمة الوحدة الأفريقية.
وأشار المجلس إلى قلقه إزاء تلك الجهود الرامية إلى دعم إجراء استفتاء لتقرير المصير لشعب الصحراء الغربية، تنظمه وتشرف عليه الأمم المتحدة بالاشتراك مع منظمة الوحدة الأفريقية. وفي هذا السياق، قرر تعيين ممثل خاص للصحراء الغربية وطلب من الأمين العام إرسال تقرير حول إجراء استفتاء في الصحراء الغربية وسبل ضمان تنظيم مثل هذا الاستفتاء من قبل الأمم المتحدة ومنظمة الوحدة الأفريقية.